# Masakra w Crow Creek
Masakra w Crow Creek – rzeź mieszkańców osady Crow Creek położonej nad rzeką Missouri w Dakocie Południowej, do której doszło około 1325 roku. Wydarzenie to nie jest znane z żadnych relacji historycznych i fakt jego zajścia został poznany dzięki przeprowadzonym współcześnie badaniom archeologicznym. Miejsce masakry posiada status National Historic Landmark.
Położona na trójkątnym cyplu osada została po raz pierwszy przebadana w latach 1954-1955. Z dwóch stron otoczona była wodą, od strony lądu osłaniał ją natomiast umocniony wał ziemny. Na jej terenie znajdowało się ponad 50 domostw, mających formę półziemianek. Wyróżniono dwie fazy zasiedlenia osady, z których starsza sięga około 1100 roku, młodsza zaś kończy się wraz z rzezią mieszkańców około 1325 roku.
Podczas prac wykopaliskowych w 1978 roku w pobliżu wału odkryto zbiorowy grób zawierający szczątki prawie 500 osób – mężczyzn, kobiet, dzieci i starców, zamordowanych około 1325 roku przez przybyłych przypuszczalnie z północy nieznanych najeźdźców, którzy spalili osadę i dokonali rzezi jej mieszkańców. Ciała ofiar zostały okaleczone: oskalpowane, poćwiartowane, pozbawione zabranych jako trofea głów, dłoni i stóp. Niewielki procent szczątków młodych kobiet wskazuje, że uprowadzono je w niewolę. Ciała zamordowanych zostały porzucone, na kościach widoczne są ślady naruszenia ich przez dzikie zwierzęta. Po pewnym czasie prawdopodobnie pozostali przy życiu mieszkańcy osady powrócili w to miejsce i pogrzebali wszystkich w zbiorowej mogile.
Odkrycie śladów masakry w Crow Creek pozwoliło lepiej poznać życie mieszkańców Wielkich Równin w okresie prekolumbijskim i dowiodło, że już na długo przed przybyciem Europejczyków na terenie Ameryki Północnej dochodziło do dużych, niezwykle krwawych konfliktów zbrojnych.